# Влад Кірікеш
Влад Кірікеш (рум. Vlad Chiricheș, нар. 14 листопада 1989, Бакеу) — румунський футболіст, захисник клубу «Стяуа» та національної збірної Румунії.

## Клубна кар'єра
Народився 14 листопада 1989 року в місті Бакеу. Вихованець юнацьких команд футбольних клубів «Ардеалул» та «Бенфіка».
У дорослому футболі дебютував 2008 року виступами за команду клубу «Інтернаціонал» (Куртя-де-Арджеш), в якій провів два сезони, взявши участь у 41 матчі чемпіонату. Більшість часу, проведеного у складі «Інтернаціонала», був основним гравцем захисту команди.
Своєю грою за цю команду привернув увагу представників тренерського штабу клубу «Пандурій», до складу якого приєднався 2010 року. Відіграв за команду з Тиргу-Жіу наступні два сезони своєї ігрової кар'єри.
У 2012 році уклав контракт з клубом «Стяуа», у складі якого провів наступні півтора року своєї кар'єри гравця. Граючи у складі «Стяуа», також здебільшого виходив на поле в основному складі команди.
У серпні 2013 року став гравцем англійського «Тоттенгем Готспур», який сплатив за трансфер 9,5 мільйона євро. Провів в Англії два сезони, протягом яких не зміг стати стабільним гравцем основного складу, проте отримував регулярну ігрову практику.
30 липня 2015 року за 4,5 мільйона фунтів перейшов до італійського «Наполі», в якому провів наступні чотири сезони й де використовувався здебільшого як гравець резерву. 2 вересня 2019 року на умовах оренди з обов'язковим подальшим викупом за 12 мільйонів євро став гравцем «Сассуоло».
У липні 2022 року перейшов до іншого італійського клубу, «Кремонезе».
25 липня 2023 року повернувся на батьківщину до свого колишнього клубу «Стяуа».

## Виступи за збірні
Протягом 2009—2010 років залучався до складу молодіжної збірної Румунії. На молодіжному рівні зіграв у 3 офіційних матчах.
У 2011 році дебютував в офіційних матчах у складі національної збірної Румунії. Швидко став основним захисником національної команди, а з 2016 року був обраний її капітаном. Взяв участь в усіх матчах румунської збірної на Євро-2016, де вона не змогла подолати груповий етап.

## Статистика виступів

### Статистика клубних виступів
Станом на 4 вересня 2022 року
| Сезон                          | Команда                        | Чемпіонат                      | Чемпіонат | Чемпіонат | Національний кубок | Національний кубок | Національний кубок | Єврокубки | Єврокубки | Єврокубки | Інші змагання | Інші змагання | Інші змагання | Усього | Усього |
| Сезон                          | Команда                        | Ліга                           | Ігор      | Голів     | Ліга               | Ігор               | Голів              | Ліга      | Ігор      | Голів     | Ліга          | Ігор          | Голів         | Ігор   | Голів  |
| ------------------------------ | ------------------------------ | ------------------------------ | --------- | --------- | ------------------ | ------------------ | ------------------ | --------- | --------- | --------- | ------------- | ------------- | ------------- | ------ | ------ |
| 2009–10                        | «Інтернаціонал»                | Ліга I                         | 15        | 0         | КР                 | 1                  | 0                  | -         | -         | -         | -             | -             | -             | 16     | 0      |
| 2010–11                        | «Пандурій»                     | Ліга I                         | 24        | 0         | КР                 | 0                  | 0                  | -         | -         | -         | -             | -             | -             | 24     | 0      |
| 2011-січ. 2012                 | «Пандурій»                     | Ліга I                         | 15        | 0         | КР                 | 2                  | 0                  | -         | -         | -         | -             | -             | -             | 17     | 0      |
| Усього за «Пандурій»           | Усього за «Пандурій»           | Усього за «Пандурій»           | 39        | 0         |                    | 2                  | 0                  |           | -         | -         |               | -             | -             | 41     | 0      |
| січ.-черв. 2012                | «Стяуа»                        | Ліга I                         | 14        | 0         | КР                 | 0                  | 0                  | ЛЄ        | 2         | 0         | -             | -             | -             | 16     | 0      |
| 2012–13                        | «Стяуа»                        | Ліга I                         | 26        | 1         | КР                 | 0                  | 0                  | ЛЄ        | 13        | 3         | -             | -             | -             | 39     | 4      |
| лип.-серп. 2013                | «Стяуа»                        | Ліга I                         | 2         | 0         | КР                 | 0                  | 0                  | ЛЧ        | 3         | 0         | СКР           | 1             | 0             | 6      | 0      |
| Усього за «Стяуа»              | Усього за «Стяуа»              | Усього за «Стяуа»              | 42        | 1         |                    | 0                  | 0                  |           | 18        | 3         |               | 1             | 0             | 61     | 4      |
| серп. 2013–14                  | «Тоттенгем Готспур»            | ПЛ                             | 17        | 1         | КА+КЛ              | 1+3                | 0                  | ЛЄ        | 3         | 0         | -             | -             | -             | 24     | 1      |
| 2014–15                        | «Тоттенгем Готспур»            | ПЛ                             | 10        | 0         | КА+КЛ              | 3+1                | 1+0                | ЛЄ        | 5         | 0         | -             | -             | -             | 19     | 1      |
| Усього за «[Тоттенгем Готспур» | Усього за «[Тоттенгем Готспур» | Усього за «[Тоттенгем Готспур» | 27        | 1         |                    | 8                  | 1                  |           | 8         | 0         |               |               |               | 43     | 2      |
| 2015–16                        | «Наполі»                       | A                              | 8         | 1         | КІ                 | 2                  | 0                  | ЛЄ        | 7         | 1         | -             | -             | -             | 17     | 2      |
| 2016–17                        | «Наполі»                       | A                              | 14        | 2         | КІ                 | 1                  | 0                  | ЛЧ        | 1         | 0         | -             | -             | -             | 16     | 2      |
| 2017–18                        | «Наполі»                       | A                              | 7         | 0         | КІ                 | 1                  | 0                  | ЛЧ+ЛЄ     | 1+0       | 0+0       | -             | -             | -             | 9      | 0      |
| 2018–19                        | «Наполі»                       | A                              | 3         | 0         | КІ                 | 0                  | 0                  | ЛЧ+ЛЄ     | 0+3       | 0+0       | -             | -             | -             | 6      | 0      |
| Усього за «Наполі»             | Усього за «Наполі»             | Усього за «Наполі»             | 32        | 3         |                    | 4                  | 0                  |           | 12        | 1         |               | -             | -             | 48     | 4      |
| 2019–20                        | «Сассуоло»                     | A                              | 9         | 0         | КІ                 | 0                  | 0                  | -         | -         | -         | -             | -             | -             | 9      | 0      |
| 2020–21                        | «Сассуоло»                     | A                              | 24        | 2         | КІ                 | 0                  | 0                  | -         | -         | -         | -             | -             | -             | 24     | 2      |
| 2021–22                        | «Сассуоло»                     | A                              | 29        | 0         | КІ                 | 0                  | 0                  | -         | -         | -         | -             | -             | -             | 29     | 0      |
| Усього за «Сассуоло»           | Усього за «Сассуоло»           | Усього за «Сассуоло»           | 62        | 2         |                    | 0                  | 0                  |           | -         | -         |               | -             | -             | 62     | 2      |
| 2022–23                        | «Кремонезе»                    | A                              | 3         | 0         | КІ                 | 1                  | 0                  | -         | -         | -         | -             | -             | -             | 4      | 0      |
| Усього за кар'єру              | Усього за кар'єру              | Усього за кар'єру              | 202       | 7         |                    | 16                 | 1                  |           | 38        | 4         |               | 1             | 0             | 257    | 12     |

### Статистика виступів за збірну
Станом на 10 червня 2025 року
| Дата       | Місто              | Господарі            | Результат | Гості              | Турнір                               | Голи | Примітки |
| ---------- | ------------------ | -------------------- | --------- | ------------------ | ------------------------------------ | ---- | -------- |
| 10-8-2011  | Сан-Марино (місто) | Сан-Марино           | 0 – 1     | Румунія            | товариський матч                     | -    |          |
| 2-9-2011   | Люксембург         | Люксембург           | 0 – 2     | Румунія            | Відбір до ЧЄ 2012                    | -    | 62'      |
| 6-9-2011   | Бухарест           | Румунія              | 0 – 0     | Франція            | Відбір до ЧЄ 2012                    | -    |          |
| 11-11-2011 | Льєж               | Бельгія              | 2 – 1     | Румунія            | товариський матч                     | -    | 70'      |
| 15-11-2011 | Альтах             | Греція               | 1 – 3     | Румунія            | товариський матч                     | -    | 63' 70'  |
| 29-2-2012  | Бухарест           | Румунія              | 1 – 1     | Уругвай            | товариський матч                     | -    |          |
| 30-5-2012  | Люцерн             | Швейцарія            | 0 – 1     | Румунія            | товариський матч                     | -    | 80'      |
| 5-6-2012   | Інсбрук            | Австрія              | 0 – 0     | Румунія            | товариський матч                     | -    | 70'      |
| 15-8-2012  | Любляна            | Словенія             | 4 – 3     | Румунія            | товариський матч                     | -    |          |
| 7-9-2012   | Таллінн            | Естонія              | 0 – 2     | Румунія            | Відбір до ЧС 2014                    | -    |          |
| 11-9-2012  | Бухарест           | Румунія              | 4 – 0     | Андорра            | Відбір до ЧС 2014                    | -    |          |
| 12-10-2012 | Стамбул            | Туреччина            | 0 – 1     | Румунія            | Відбір до ЧС 2014                    | -    |          |
| 16-10-2012 | Бухарест           | Румунія              | 1 – 4     | Нідерланди         | Відбір до ЧС 2014                    | -    |          |
| 14-11-2012 | Бухарест           | Румунія              | 2 – 1     | Бельгія            | товариський матч                     | -    |          |
| 6-2-2013   | Малага             | Австралія            | 2 – 3     | Румунія            | товариський матч                     | -    |          |
| 22-3-2013  | Будапешт           | Угорщина             | 2 – 2     | Румунія            | Відбір до ЧС 2014                    | -    | 87'      |
| 26-3-2013  | Амстердам          | Нідерланди           | 4 – 0     | Румунія            | Відбір до ЧС 2014                    | -    |          |
| 14-8-2013  | Бухарест           | Румунія              | 1 – 1     | Словаччина         | товариський матч                     | -    | кап.     |
| 6-9-2013   | Бухарест           | Румунія              | 3 – 0     | Угорщина           | Відбір до ЧС 2014                    | -    | кап.     |
| 10-9-2013  | Бухарест           | Румунія              | 0 – 2     | Туреччина          | Відбір до ЧС 2014                    | -    | кап.     |
| 11-10-2013 | Андорра-ла-Велья   | Андорра              | 0 – 4     | Румунія            | Відбір до ЧС 2014                    | -    | кап. 78' |
| 19-11-2013 | Бухарест           | Румунія              | 1 – 1     | Греція             | Відбір до ЧС 2014                    | -    |          |
| 31-5-2014  | Івердон-ле-Бен     | Албанія              | 0 – 1     | Румунія            | товариський матч                     | -    |          |
| 4-6-2014   | Лансі              | Алжир                | 2 – 1     | Румунія            | товариський матч                     | -    |          |
| 7-9-2014   | Афіни              | Греція               | 0 – 1     | Румунія            | Відбір до ЧЄ 2016                    | -    |          |
| 11-10-2014 | Бухарест           | Румунія              | 1 – 1     | Угорщина           | Відбір до ЧЄ 2016                    | -    |          |
| 14-10-2014 | Гельсінкі          | Фінляндія            | 0 – 2     | Румунія            | Відбір до ЧЄ 2016                    | -    |          |
| 14-11-2014 | Бухарест           | Румунія              | 2 – 0     | Північна Ірландія  | Відбір до ЧЄ 2016                    | -    |          |
| 18-11-2014 | Бухарест           | Румунія              | 2 – 0     | Данія              | товариський матч                     | -    | 70'      |
| 29-3-2015  | Плоєшті            | Румунія              | 1 – 0     | Фарерські острови  | Відбір до ЧЄ 2016                    | -    |          |
| 13-6-2015  | Белфаст            | Північна Ірландія    | 0 – 0     | Румунія            | Відбір до ЧЄ 2016                    | -    | кап.     |
| 4-9-2015   | Будапешт           | Угорщина             | 0 – 0     | Румунія            | Відбір до ЧЄ 2016                    | -    | 50'      |
| 7-9-2015   | Бухарест           | Румунія              | 0 – 0     | Греція             | Відбір до ЧЄ 2016                    | -    |          |
| 8-10-2015  | Бухарест           | Румунія              | 1 – 1     | Фінляндія          | Відбір до ЧЄ 2016                    | -    |          |
| 11-10-2015 | Торсгавн           | Фарерські острови    | 0 – 3     | Румунія            | Відбір до ЧЄ 2016                    | -    |          |
| 17-11-2015 | Болонья            | Італія               | 2 – 2     | Румунія            | товариський матч                     | -    | 90+4'    |
| 23-3-2016  | Джурджу (місто)    | Румунія              | 1 – 0     | Литва              | товариський матч                     | -    | кап.     |
| 27-3-2016  | Клуж-Напока        | Румунія              | 0 – 0     | Іспанія            | товариський матч                     | -    | кап.     |
| 25-5-2016  | Комо               | ДР Конго             | 1 – 1     | Румунія            | товариський матч                     | -    | кап.     |
| 29-5-2016  | Турин              | Румунія              | 3 – 4     | Україна            | товариський матч                     | -    | кап. 50' |
| 10-6-2016  | Сен-Дені           | Франція              | 2 – 1     | Румунія            | ЧЄ 2016 - 1-й етап                   | -    | кап. 32' |
| 15-6-2016  | Париж              | Румунія              | 1 – 1     | Швейцарія          | ЧЄ 2016 - 1-й етап                   | -    | кап.     |
| 19-6-2016  | Ліон               | Румунія              | 0 – 1     | Албанія            | ЧЄ 2016 - 1-й етап                   | -    | кап.     |
| 11-11-2016 | Бухарест           | Румунія              | 0 – 3     | Польща             | Відбір до ЧС 2018                    | -    |          |
| 26-3-2017  | Клуж-Напока        | Румунія              | 0 – 0     | Данія              | Відбір до ЧС 2018                    | -    | кап.     |
| 10-6-2017  | Варшава            | Польща               | 3 – 1     | Румунія            | Відбір до ЧС 2018                    | -    | кап.     |
| 13-6-2017  | Клуж-Напока        | Румунія              | 3 – 2     | Чилі               | товариський матч                     | -    | кап.     |
| 1-9-2017   | Бухарест           | Румунія              | 1 – 0     | Вірменія           | Відбір до ЧС 2018                    | -    | кап.     |
| 4-9-2017   | Подгориця          | Чорногорія           | 1 – 0     | Румунія            | Відбір до ЧС 2018                    | -    | кап.     |
| 5-10-2017  | Плоєшті            | Румунія              | 3 – 1     | Казахстан          | Відбір до ЧС 2018                    | -    | кап.     |
| 8-10-2017  | Копенгаген         | Данія                | 1 – 1     | Румунія            | Відбір до ЧС 2018                    | -    | кап.     |
| 9-11-2017  | Клуж-Напока        | Румунія              | 2 – 0     | Туреччина          | товариський матч                     | -    | кап.     |
| 14-11-2017 | Бухарест           | Румунія              | 0 – 3     | Нідерланди         | товариський матч                     | -    | кап.     |
| 7-9-2018   | Плоєшті            | Румунія              | 0 – 0     | Чорногорія         | Ліга націй УЄФА 2018-2019 - 1-й етап | -    | кап. 31' |
| 6-9-2019   | Бухарест           | Румунія              | 1 – 2     | Іспанія            | Відбір до ЧЄ 2020                    | -    | кап.     |
| 8-9-2019   | Плоєшті            | Румунія              | 1 – 0     | Мальта             | Відбір до ЧЄ 2020                    | -    | кап.     |
| 12-10-2019 | Торсгавн           | Фарерські острови    | 0 – 3     | Румунія            | Відбір до ЧЄ 2020                    | -    | кап. 39' |
| 4-9-2020   | Бухарест           | Румунія              | 1 – 1     | Північна Ірландія  | Ліга націй УЄФА 2020-2021 - 1-й етап | -    | кап.     |
| 7-9-2020   | Відень             | Австрія              | 2 – 3     | Румунія            | Ліга націй УЄФА 2020-2021 - 1-й етап | -    | кап. 74' |
| 25-3-2021  | Бухарест           | Румунія              | 3 – 2     | Північна Македонія | Відбір до ЧС 2022                    | -    | кап.     |
| 28-3-2021  | Бухарест           | Румунія              | 0 – 1     | Німеччина          | Відбір до ЧС 2022                    | -    | кап.     |
| 31-3-2021  | Єреван             | Вірменія             | 3 – 2     | Румунія            | Відбір до ЧС 2022                    | -    | кап.     |
| 2-6-2021   | Плоєшті            | Румунія              | 1 – 2     | Грузія             | товариський матч                     | -    | кап.     |
| 6-6-2021   | Мідлсбро           | Англія               | 1 – 0     | Румунія            | товариський матч                     | -    | кап.     |
| 2-9-2021   | Рейк'явік          | Ісландія             | 0 – 2     | Румунія            | Відбір до ЧС 2022                    | -    | кап. 37' |
| 8-9-2021   | Скоп'є             | Північна Македонія   | 0 – 0     | Румунія            | Відбір до ЧС 2022                    | -    | кап.     |
| 8-10-2021  | Гамбург            | Німеччина            | 2 – 1     | Румунія            | Відбір до ЧС 2022                    | -    | кап.     |
| 11-10-2021 | Бухарест           | Румунія              | 1 – 0     | Вірменія           | Відбір до ЧС 2022                    | -    | кап.     |
| 11-11-2021 | Бухарест           | Румунія              | 0 – 0     | Ісландія           | Відбір до ЧС 2022                    | -    | кап.     |
| 25-3-2022  | Бухарест           | Румунія              | 0 – 1     | Греція             | товариський матч                     | -    | кап.     |
| 29-3-2022  | Нетанья            | Ізраїль              | 2 – 2     | Румунія            | товариський матч                     | -    | кап. 46' |
| 4-6-2022   | Подгориця          | Чорногорія           | 2 – 0     | Румунія            | Ліга націй УЄФА 2022-2023 - 1-й етап | -    | кап.     |
| 7-6-2022   | Зениця             | Боснія і Герцеговина | 1 – 0     | Румунія            | Ліга націй УЄФА 2022-2023 - 1-й етап | -    | кап.     |
| 11-6-2022  | Бухарест           | Румунія              | 1 – 0     | Фінляндія          | Ліга націй УЄФА 2022-2023 - 1-й етап | -    | кап.     |
| 14-6-2022  | Бухарест           | Румунія              | 0 – 3     | Чорногорія         | Ліга націй УЄФА 2022-2023 - 1-й етап | -    | кап.     |
| 7-6-2025   | Відень             | Австрія              | 2 – 1     | Румунія            | Відбір до ЧС 2026                    | -    |          |
| 10-6-2025  | Бухарест           | Румунія              | 2 – 0     | Кіпр               | Відбір до ЧС 2026                    | -    | 56'      |
| Усього     |                    | Матчів               | 77        |                    | Голів                                | 0    |          |

| Дата       | Місто           | Господарі | Результат | Гості   | Турнір                             | Голи | Примітки |
| ---------- | --------------- | --------- | --------- | ------- | ---------------------------------- | ---- | -------- |
| 2-9-2010   | Ботошані        | Румунія   | 3 – 0     | Росія   | Кваліфікація молодіжного Євро-2011 | -    |          |
| 12-10-2010 | Ботошані        | Румунія   | 0 – 0     | Англія  | Кваліфікація молодіжного Євро-2011 | -    |          |
| 7-9-2010   | Санкт-Петербург | Росія     | 0 – 0     | Румунія | Кваліфікація молодіжного Євро-2011 | -    |          |
| Усього     |                 | Матчів    | 3         |         | Голів                              | 0    |          |

## Титули і досягнення
- Чемпіон Румунії (3):

«ФКСБ»: 2012-13,  2023-24, 2024-25
- Володар Суперкубка Румунії (3):

«ФКСБ»: 2013, 2024, 2025
Збірні
- Футболіст року в Румунії: 2013